# Desnudo reclinado con cojín azul
[[Categoría:Cuadros de {{{3}}}]]
Desnudo reclinado con cojín azul (en italiano, Nudo disteso con cuscino blu) es una pintura al óleo sobre lienzo (60,1 x92,1 cm) realizada en 1916 por el pintor italiano Amedeo Modigliani.

## Historia
El cuadro, que forma parte de una colección privada, es uno de los numerosos desnudos que caracterizaron la producción de Modigliani entre 1915 y 1919. La modelo, una joven desnuda, ocupa la mayor parte de la tela, en la que destaca un color azulado en la parte baja de su hombro y brazo derecho. Sobre el cuerpo femenino, un fondo rojizo y pardo. Bajo el cuerpo de la modelo, apenas se aprecia el corte de un colchón sobre una colcha

## Sensualidad
La sensualidad del óleo procede de la postura de la modelo, de la que destacan las curvas de su cadera o senos y la mancha negra de su pubis o de su axila. Deja fuera del lienzo las manos y las pantorrillas de la mujer, que se retrata con grandes trazos a la manera expresionista.